# Løg (plantedel)
 Der er for få eller ingen kildehenvisninger i denne artikel, hvilket er et problem. Du kan hjælpe ved at angive troværdige kilder til de påstande, som fremføres i artiklen.

Et løg, er et underjordisk, lodret planteskud med omdannede blade eller bladbasis, der bruges til at oplagre næring (sukker, stivelse m.m.) til brug for plantens vækst næste forår.
Andre typer af underjordiske oplagringsorganer som f.eks. knolde, jordstængler og rodknolde kaldes af og til for "løg", hvis de ligner de ægte løgplanters oplagringsorganer. Den korrekte samlebetegnelse for planter, der opbevarer næring i underjordiske organer er kryptofyt.

## Løgplanter
Planter der danner løg kaldes løgplanter. Næsten alle planter der danner løg er enkimbladede. De inkluderer mange populære have- og stueplanter, såsom tulipaner, påskeliljer, hyacinther og amarylis, og vigtige afgrøder som løg og hvidløg (samt resten af løgslægten). Surkløver-slægten (Oxalis) er den eneste slægt af tokimbladede planter med arter der danner løg - den i Danmark vildtvoksende skovsyre er dog ikke en af dem.

## Funktion
Løgplanterne er typisk stauder, der bruger løget til at oplagre næring gennem hvilestadiet i deres årlige cyklus. Typisk skyder planten i foråret og blomstrer forholdsvis tidligt. Sideløbende eller efterfølgende oplagrer den næring fra fotosyntese i løget. Når bladene visner væk, ligger løget beskyttet tilbage i jorden, klar til at skyde igen. Hos planter der er tilpasset klimaer med tørre somre, visner bladene ofte væk i starten af sommeren. I mere fugtige klimaer kan planterne fortsætte med oplagringen af næring frem til efteråret.

## Opbygning
Løget består af en bund, i virkeligheden en stærkt sammentrykt stængel, hvorfra udgår fortykkede blade, der er foldet sammen med det ene blad uden på det andet, således at de danner en kompakt klump. Løget vokser ved at nye blade afsættes indefra, mens de ydre udvider sig. De yderste blade tørre ofte ud og antager en anden karakter, således at de fungerer som en skal der beskytter mod udtørring og svampeangreb.

## Yngleløg
Mange løgplanter bruger også løg eller løglignende organer til at formere sig vegetativt. De nye løg adskilles fra moderplanten, og skyder op som nye genetisk identiske plante-individer.
Yngleløg kan dannes ved siden af hovedløget som hos hvidløg (Allium sativa) (i hvilket tilfælde de også kaldes sideløg), i bladhjørnerne som hos tigerlilje (Lilium lancifolium), eller i blomsterne som hos mange Allium-arter. I sidstnævnte tilfælde er blomsterne ofte helt eller delvit sterile. Et imponerende eksempel er etageløg (Allium proliferum), hvor yngleløgene kan skyde mens de stadig sidder i blomsten, selv sætte blomst med nye yngleløg, og så videre, ofte i tre eller flere generationer inden for en sæson.